# アラル (サウジアラビア)
アラル（Arar、アラビア語: عرعر ʿArʿar ; [ˈʕarʕar]）は、サウジアラビア北部国境州の州都。2004年の国勢調査の人口は、145,237人。
日本語では、アラー、アラールと表記されることもある。

## 歴史
1981年6月1日にはアラル空港が開業した。
1986年12月25日、ハイジャックされたイラク航空163便は、アラルの空港近くに墜落した。
2007年には、市内に北部国境大学が開学した。この大学は、学生数7000人台の中規模大学となっている。
ISILは、2014年の北部イラク攻勢の際に、アラルへの攻撃も計画していた可能性がある。2015年1月5日には、アラル国境検問所へISILの自爆攻撃がおこなわれ、サウジアラビアの国境警備隊の隊員2人が殺された。
全長970kmほどに及ぶサウジアラビアとイラクの国境は、1990年のイラクによるクウェート侵攻に始まる湾岸戦争の時から閉鎖されていたが、2017年にはアラルに繋がる新たな国境検問所が開かれた。

## 地理
アラルはサウジアラビア北部の広大な石灰岩平原の只中にある。リヤドからは1100kmほど北西に位置し、イラクとの国境からは60kmほどの位置にある。

### 気候
ケッペン＝ガイガーの気候区分に従えば、アラルは砂漠気候 (BWh) となる。
| アラルの気候                            | アラルの気候 | アラルの気候 | アラルの気候 | アラルの気候 | アラルの気候 | アラルの気候 | アラルの気候 | アラルの気候 | アラルの気候 | アラルの気候 | アラルの気候 | アラルの気候 | アラルの気候  |
| 月                                      | 1月          | 2月          | 3月          | 4月          | 5月          | 6月          | 7月          | 8月          | 9月          | 10月         | 11月         | 12月         | 年            |
| --------------------------------------- | ------------ | ------------ | ------------ | ------------ | ------------ | ------------ | ------------ | ------------ | ------------ | ------------ | ------------ | ------------ | ------------- |
| 平均最高気温 °C （°F）                  | 14.7 (58.5)  | 17.8 (64)    | 21.8 (71.2)  | 28.2 (82.8)  | 37 (99)      | 38.1 (100.6) | 40.5 (104.9) | 40.2 (104.4) | 37.7 (99.9)  | 31.3 (88.3)  | 22.5 (72.5)  | 15.8 (60.4)  | 28.8 (83.87)  |
| 日平均気温 °C （°F）                    | 8.8 (47.8)   | 11.4 (52.5)  | 14.6 (58.3)  | 21.1 (70)    | 26.8 (80.2)  | 30. (86)     | 33 (91)      | 32.6 (90.7)  | 29.7 (85.5)  | 23.8 (74.8)  | 16.1 (61)    | 9.5 (49.1)   | 21.45 (70.58) |
| 平均最低気温 °C （°F）                  | 3 (37)       | 5.1 (41.2)   | 7.4 (45.3)   | 14 (57)      | 19.6 (67.3)  | 22.7 (72.9)  | 25.6 (78.1)  | 25.1 (77.2)  | 21.7 (71.1)  | 16.4 (61.5)  | 9.7 (49.5)   | 3.3 (37.9)   | 14.47 (58)    |
| 降水量 mm （inch）                      | 21 (0.83)    | 9 (0.35)     | 16 (0.63)    | 16 (0.63)    | 2 (0.08)     | 2 (0.08)     | 0 (0)        | 0 (0)        | 0 (0)        | 7 (0.28)     | 8 (0.31)     | 15 (0.59)    | 96 (3.78)     |
| 出典：Climate-Data.org (altitude: 537m) |              |              |              |              |              |              |              |              |              |              |              |              |               |